# Delphyre borealis
Delphyre borealis là một loài bướm đêm thuộc phân họ Arctiinae, họ Erebidae.